# Kristijan Đorđević
Kristijan Đorđević (serbisch-kyrillisch Кристијан Ђорђевић; * 6. Januar 1976 in Spaichingen) ist ein ehemaliger serbischer Fußballspieler und jetziger -trainer. 

## Karriere als Spieler
Er absolvierte für den VfB Stuttgart und den FC Schalke 04 zwischen 1997 und 2002 insgesamt 75 Bundesligaeinsätze (fünf Tore). Seine erfolgreichste Zeit waren die Spielzeiten 1997/98 und 1998/99, als er unter anderem im Finale des Europapokals der Pokalsieger eingesetzt wurde und am 2. September 1998 auch zu seinem einzigen Einsatz im Trikot der Serbisch-montenegrinischen Fußballnationalmannschaft kam (Freundschaftsspiel gegen die Schweizer Fußballnationalmannschaft).
Bei seinem zweiten Bundesligaverein Schalke 04 konnte er sich unter anderem aufgrund verschiedener Verletzungen nie richtig durchsetzen. Nach einem Trainingszusammenstoß mit Gustavo Varela im Februar 2003, bei dem er einen Bandscheibenvorfall an der Halswirbelsäule erlitt, beendete er als Sportinvalide nach der Saison 2003/04 seine aktive Karriere.

## Karriere als Trainer
Das Engagement von Đorđević beim baden-württembergischen FC 08 Villingen begann in der Saison 2004/05, als er an der Seite von Chef-Trainer Dieter Hahn als Co-Trainer fungierte. Nach der Trennung des Vereins von Hahn war er mit Beginn der Saison 2005/06 Chef-Trainer beim südbadischen Traditionsclub. Ihm gelang mit seinem Team auf Anhieb der Aufstieg von der fünftklassigen Verbandsliga Südbaden in die Oberliga Baden-Württemberg, wo 2006/07 ein beachtenswerter vierter Platz erreicht wurde. In der gleichen Saison schaffte er es, die Mannschaft durch einen 2:0-Sieg im südbadischen Pokalfinale gegen den drittklassigen SC Pfullendorf (Regionalliga Süd) in den DFB-Pokal, zu führen. Allerdings schied der FC 08 in der ersten Runde gegen den SC Freiburg aus.
In der Saison 2007/08 strebte Kristijan Đorđević mit seiner Mannschaft den Aufstieg in die Regionalliga an.
Am 10. Mai 2008 trat er mit sofortiger Wirkung von seinem bis 2011 laufenden Vertrag als Trainer des FC 08 Villingen zurück.
Zum 1. Juli 2011 übernahm Djordjevic den Cheftrainerposten beim Regionalligisten SC Pfullendorf. Am 13. Oktober 2011 trennten sich der Verein und Djordjevic im gegenseitigen Einvernehmen.